# Destro Macroatacado
Destro Macroatacado é uma rede brasileira com sede na cidade de Cascavel, interior do estado do Paraná.
Especializada no ramo atacadista, a Destro é a terceira maior
 empresa deste setor no Brasil, atuando em oito estados e em três países do Mercosul.

## História
Fundada em 1964 pela família Destro como Comercial Destro Ltda., empresa de secos e molhados na cidade de Cascavel, nas décadas seguintes cresceu e ampliou suas fronteiras regionais e internacionais, transformando-se em um conglomerado de empresas formado por: Destro Macroexportação de Alimentos, JD Home Center - Casa e Construção, Comercial Destro, Transcataratas - Empresa de Transportes Rodoviários e a JD Agricultura e Participações Ltda., com filiais em Jundiaí, Curitiba e Foz do Iguaçu.